# 弗拉特黑德国家森林

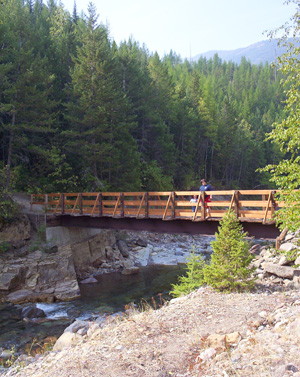
森林内的一座桥

弗拉特黑德国家森林（英語：Flathead National Forest）是美国的一处国家森林，1897年2月22日建立，位处蒙大拿州，占地面积2,404,935英畝（9,732.43平方），最近的城市为卡利斯佩尔。